# 特氏黑鱸
特氏黑鱸為輻鰭魚綱鱸形目鱸亞目太陽魚科的其中一種，分布於北美洲美國科羅拉多州及德州的淡水流域，體長可達46.4公分，棲息在岩石底質，水流快速的溪流，屬肉食性，可作為遊釣魚。

## 擴展閱讀
維基物種上的相關：特氏黑鱸